# Venus de Jōmon
La Venus de Jōmon (縄文のビーナス, Jōmon no Bīnasu) és una estatueta dogū d'argila que representa una figura femenina; està datada de mitjan període Jōmon (3000-2000 abans de la nostra era). La trobaren a la ciutat de Chino, en la prefectura de Nagano (Japó). El 1995, es va convertir en el primer objecte de la seua època designat Tresor Nacional del Japó.

## Característiques
El dogū és una estatueta d'argila de color ocre de 27 cm d'alçada i un pes de 2,14 kg. L'argila fou acuradament depurada i conté mica. Es creu que la seua forma representa una dona embarassada, amb els seus malucs amples, l'arc gluti pronunciat, les sines prominents i el ventre engrandit. En contrast amb l'aclaparadora majoria dels 20.000 dogū trobats al Japó, que estaven fragmentats, la Venus de Jōmon és sencera i amb totes les extremitats.(2)

## Història
El 1986 es feren excavacions arqueològiques abans de la construcció d'un parc industrial a la ciutat de Chino, a l'antic llogaret de Tanabatake (棚畑遺跡, Tanabateke Iseki), al peu del vessant sud de la muntanya Kirigamine, a la serralada Yatsugatake, a uns 140 km al nord-oest de Tòquio.(1) Aquest jaciment tragué a la llum vestigis d'un poble de 149 cases, 146 de les quals daten del període Jōmon mitjà. Les peces d'obsidiana descobertes al jaciment indiquen que aquest poble era un pròsper centre comercial. L'estatueta es va trobar entre les fosses funeràries del centre de l'excavació. Primer va ser anomenada Venus Tanabatake abans de donar-li el nom actual.(2) El 1989, la designaren Bé Cultural Important abans d'arribar a ser Tresor Nacional del Japó. S'exhibeix al Museu Rogariishi d'Arqueologia Jomon de Chino.